# Добровольский, Юрий Антонович
Ю́рий Анто́нович Доброво́льский (5 [18] февраля 1911, Бельцы, Бессарабия — 30 апреля 1979, Всеволожск, Ленинградская область) — лётчик-испытатель, Герой Советского Союза.

## Биография
Родился 5 (18) февраля 1911 года в городе Бельцы (ныне — Республика Молдова). Русский.
По окончании 7 классов работал химиком-лаборантом на табачной фабрике в Ростове-на-Дону. В 1930 году окончил Ростовский аэроклуб, в 1931 году — Ростовскую школу пилотов Осоавиахима, оставлен в ней лётчиком-инструктором. В 1932 году окончил Тамбовскую школу пилотов Гражданского воздушного флота.
В Советской Армии с 1932 года. Лейтенант Добровольский был лётчиком авиационного отряда спецназначения, с 1937 — командиром звена авиационной эскадрильи НКВД.
С 1939 года — на лётно-испытательной работе.
В 1943—1956 годах — лётчик-испытатель. Испытывал серийные истребители Як-7, Як-9, штурмовик Ил-10, бомбардировщики Ту-4, Ту-95.
После ухода с лётной работы жил в посёлке Лоо (в черте города Сочи) Краснодарского края. В последние годы жизни (с 1969 года) жил в городе Всеволожск Ленинградской области.
Умер 30 апреля 1979 года. Похоронен на Всеволожском кладбище № 1.

## Награды
- Звание Героя Советского Союза присвоено 22 июня 1956 года за испытание и освоение новой авиационной техники.
- Награждён орденами Ленина, Отечественной войны I степени, Красной Звезды, медалями.

## Память
- На доме во Всеволожске, где жил Герой, установлена мемориальная доска.
- Его именем назван проспект во Всеволожске в микрорайоне Южный, где также установлена мемориальная доска.

## Фото

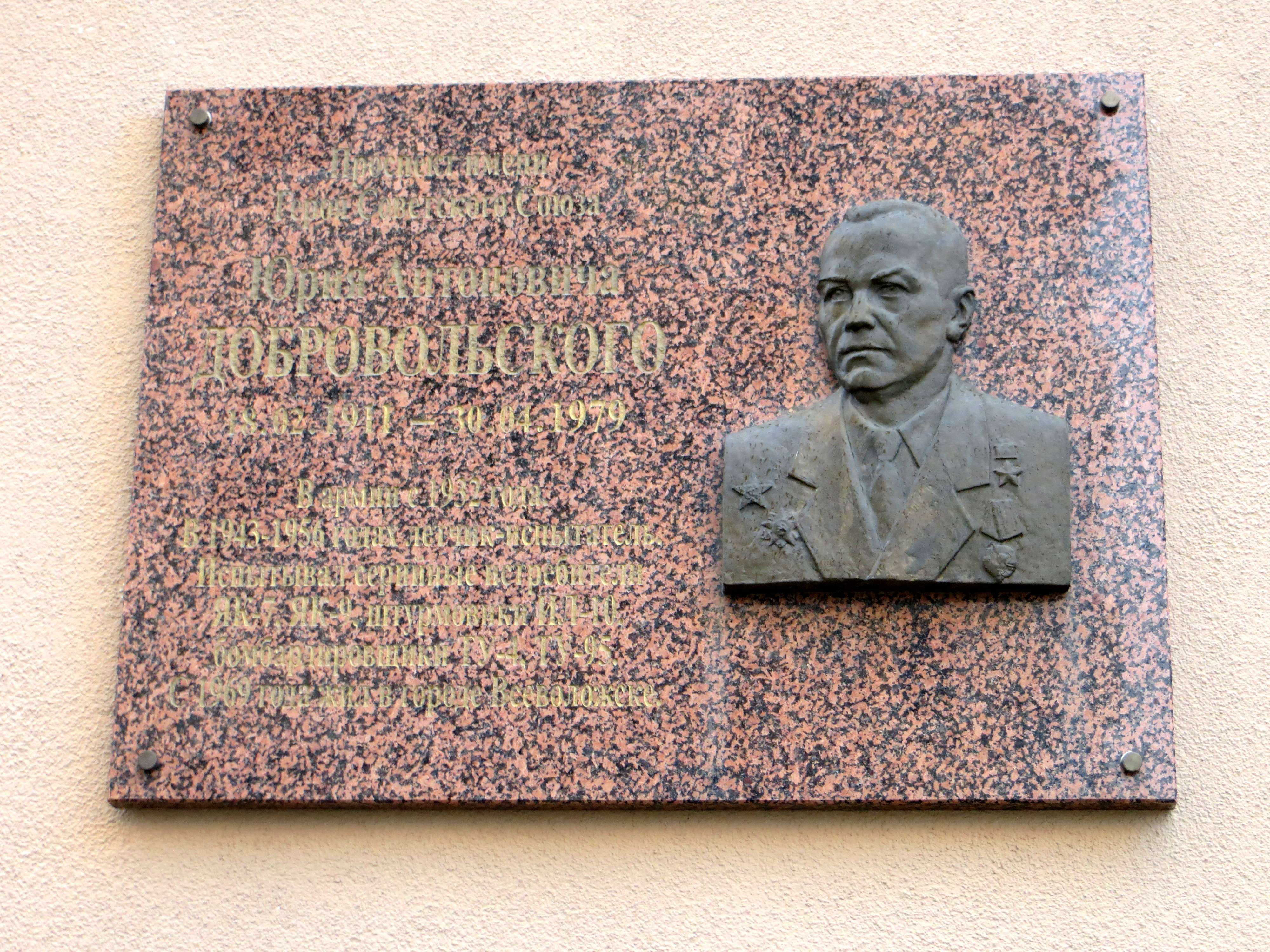
Мемориальная доска на проспекте Добровольского.